# 美索不达米亚 (圣文森特和格林纳丁斯)
美索不达米亚（英語：Mesopotamia）是加勒比海岛国圣文森特和格林纳丁斯圣文森特岛东部内陆的一座城镇，属于圣乔治区的一部分，其位于里奇兰帕克东南部和秘鲁韦尔西部。